# Estação Virgílio Távora
A Estação Virgílio Távora é uma estação de metrô integrante da Linha 1 - Vermelha (Linha Sul) do Metrô de Fortaleza, operada pela Companhia Cearense de Transportes Metropolitanos (Metrofor). Localiza-se na Avenida Parque Sul, s/n, no bairro Conjunto Novo Maracanaú, cidade de Maracanaú, município do Estado do Ceará, Brasil.
Essa estação atende a um dos mais importantes bairros do município, tendo em sua área de abrangência o Feira Center, o Zii Hotel, o campus Maracanaú do Instituto Federal de Educação, Ciência e Tecnologia do Ceará (IFCE) e parte do Distrito Industrial de Maracanaú.

## Histórico
Aproximadamente treze anos após o início das obras, a Linha Sul realizou sua viagem inaugural em 15 de junho de 2012. O trem percorreu, pela primeira vez com passageiros, 15 quilômetros, saindo da estação Carlito Benevides, no município de Pacatuba, até a estação Parangaba, em Fortaleza, realizando o percurso em 15 minutos.
A solenidade da viagem inaugural, que contou com a presença de diversas autoridades, marcou a entrega do primeiro trecho (Carlito Benevides ↔ Parangaba), no qual está localizada a estação Virgílio Távora, da primeira linha de metrô da capital cearense. A partir daquele dia, a linha passou a funcionar em operação assistida. Durante esse período, a Linha Sul operou de forma limitada. Inicialmente, a operação ocorria de segunda a sexta-feira, das 9h às 12h, com um headway (intervalo entre os trens) de 20 minutos. O tempo de operação foi progressivamente estendido ao longo da operação assistida e após o início da operação comercial, até chegar ao horário atual: de segunda a sábado, das 5h30 às 23h. A operação comercial da linha teve início em 1º de outubro de 2014.

## Características

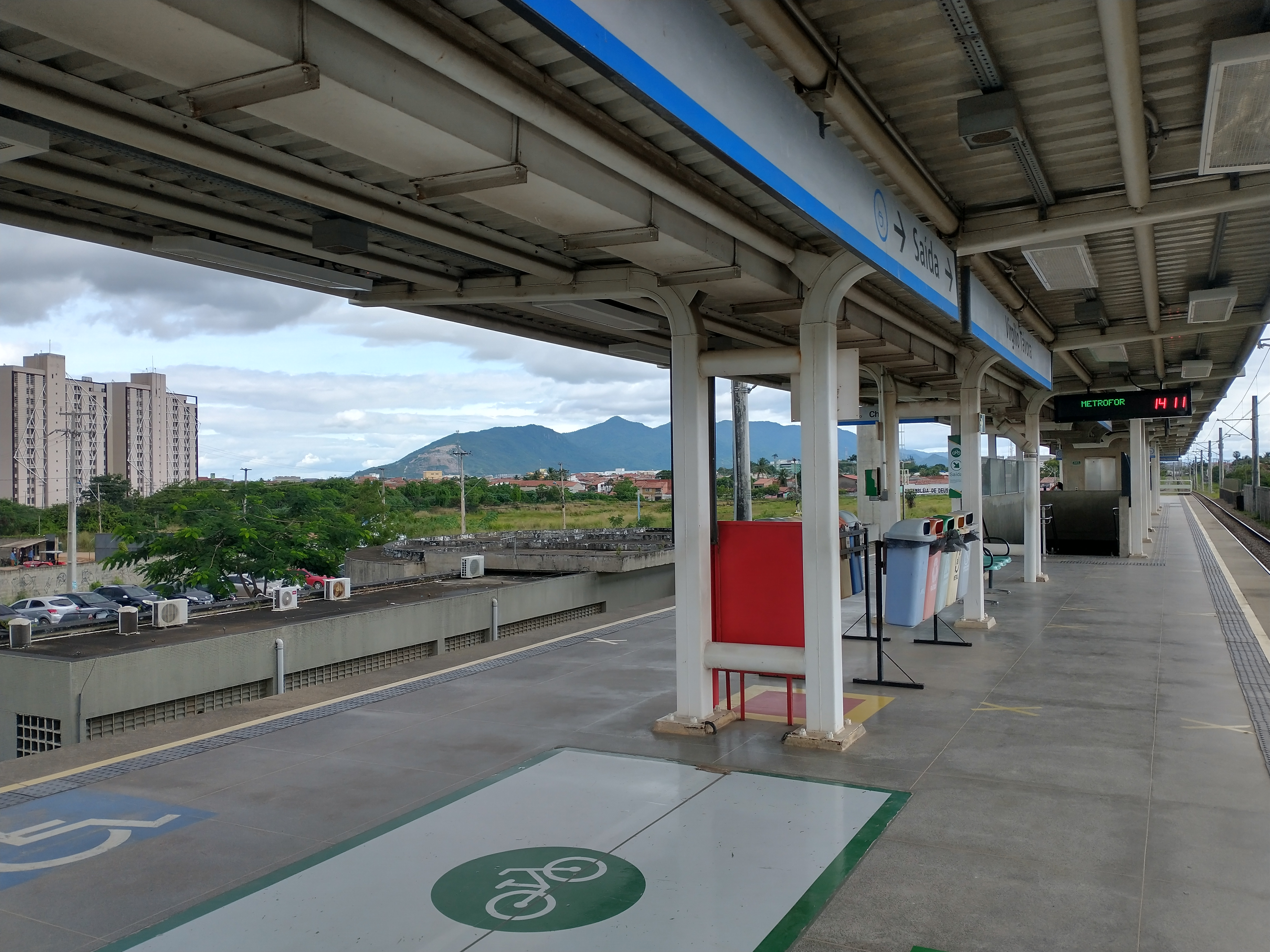
Plataforma da estação Virgílio Távora.

Estação de superfície, com plataforma central, estruturas em concreto aparente, mapas de localização, sistemas de sonorização, além de possuir acessos, piso tátil e elevadores para pessoas portadoras de deficiência.
A estação foi pensada para garantir acessibilidade para todos, contando com os mais diversos recursos para ajudar os usuários portadores de deficiência. Entre eles e possível citar o piso tátil, mapas de localização em braile é sistema de sonorização para portadores de deficiência visual; elevador é acessos exclusivos para cadeirantes e pessoas com dificuldade de locomoção; painéis explicativos é telas localizadas nas plataformas para portadores de deficiência auditiva, além de toda a equipe de funcionários bem treinados e especializados para atender aos usuários em qualquer situação. 